# Grammodes linearis
Grammodes linearis är en fjärilsart som beskrevs av Jacob Hübner 1791. Grammodes linearis ingår i släktet Grammodes och familjen nattflyn. Inga underarter finns listade i Catalogue of Life.